# Bert Niosi
Bert (Bartolo) Niosi (* 10. Februar 1909 in London/Ontario; † 3. August 1987 in Mississauga) war ein kanadischer Bandleader, Klarinettist, Saxophonist und Komponist, der als Canada's King of Swing bekannt wurde.

## Leben
Niosi studierte in seiner Heimatstadt Flöte und Klarinette bei Pasquale Venuta und spielte in seiner Jugend einige Zeit bei Guy Lombardo and Hi Royal Canadians. Später tourte er mit einer eigenen Band, dem McPhillips Buescher Boys’ Orchestra, der u. a. sein Bruder Joe als Bassist, Tony Briglia als Schlagzeuger und Hugo D’Ippolito als Pianist angehörten.
1931 gründete er eine neunköpfige Band, mit der er im Embassy Club in Toronto auftrat. Mit einer erweiterten Band, der auch sein Bruder Johnny angehörte, war er von 1932 bis 1950 an der Palais Royal Dance Hall engagiert. Hier erwarb er sich den Ruf als Canada’s King of Swing. Mit seiner Band nahm er 1947 für die Label Victor und Musicana auf; außerdem trat er auch im Rundfunk der CBC auf und unternahm 1945 und 1946 Tourneen durch Kanada.
Ab 1952 arbeitete Niosi für die CBC. Er war bis 1959 Mitglied der Happy Gang und wirkte danach als musikalischer Leiter der Fernsehshows Four for the Show und Cross Canadian Hit Parade sowie von 1965 bis 1976 der The Tommy Hunter Show. Er wirkte danach gelegentlich als Leiter von Tanzorchestern und wirkte ab 1979 wieder am Palais Royal.
Niosi nahm in den 1940er Jahren einige Titel mit einem Jazzsextett und mit seinem eigenen Orchester auf. Als Bandleader nahm er 1963 eine LP mit der Jack Kane Band auf. Als Solist spielte er je ein Album mit dem Albert Pratz Orchestra und den Johhny Burt Strings ein. Im Rundfunk der CBC interpretierte er 1950 mit dem Solway String Quartet das Klarinettenkonzert von Wolfgang Amadeus Mozart. Seine eigenen Kompositionen wurden u. a. von Lucio Agostini und Alexander Read aufgenommen.